# San Martín de Boniches
San Martín de Boniches és un municipi de la província de Conca, a la comunitat autònoma de Castella-La Manxa.

## Demografia
| 1991 |  | 1996 |  | 2001 |  | 2004 |
| ---- |  | ---- |  | ---- |  | ---- |
| 98   |  | 111  |  | 86   |  | 92   |